# EuroBasket de 1951
O EuroBasket 1951 também conhecido como FIBA Campeonato Europeu de 1951 foi a sétima edição da competição regional organizada pela FIBA Europa, sucursão da FIBA na Europa. A competição se deu no Vélodrome d'hiver em Paris e a União Soviética venceu o segundo de seus 14 títulos neste torneio.

## Países Participantes
| Seleção         | Participações                                 | Melhor Resultado |
| --------------- | --------------------------------------------- | ---------------- |
| Alemanha        | estreante                                     | -                |
| Áustria         | 1 (1947)                                      | 12º              |
| Bélgica         | 3 (1935, 1937 e 1947)                         | 4º em 1947       |
| Bulgária        | 2 (1935 e 1947)                               | 8º em 1935       |
| Dinamarca       | estreante                                     | -                |
| Escócia         | estreante                                     | -                |
| Finlândia       | 1 (1939)                                      | 8º               |
| França          | 6 (1935, 1937, 1939, 1946, 1947, 1949 e 1951) | em 1949          |
| Grécia          | 1 (1949)                                      | em 1949          |
| Itália          | 5 (1935, 1937, 1939, 1946 e 1947)             | (1937 e 1946)    |
| Luxemburgo      | 1 (1946)                                      | 8º               |
| Países Baixos   | 3 (1946, 1947 e 1949)                         | 5º em 1949       |
| Portugal        | estreante                                     | -                |
| Roménia         | 2 (1935 e 1947)                               | 10º              |
| Suíça           | 2 (1935 e 1946)                               | 4º em 1935       |
| Turquia         | 1 (1949)                                      | 4º               |
| Tchecoslováquia | 4 (1935, 1937, 1946 e 1947)                   | em 1946          |
| União Soviética | 1 (1947)                                      | em 1947          |

## Grupo A
| Rk | Seleção       | P | V | D | P+  | P-  | SP   |
| -- | ------------- | - | - | - | --- | --- | ---- |
| 1  | Itália        | 4 | 3 | 1 | 233 | 132 | 101  |
| 2  | França        | 4 | 3 | 1 | 232 | 146 | 86   |
| 3  | Países Baixos | 4 | 3 | 1 | 172 | 177 | -5   |
| 4  | Suíça         | 4 | 1 | 3 | 180 | 214 | -34  |
| 5  | Luxemburgo    | 4 | 0 | 4 | 114 | 262 | -148 |

| 3 de maio 20:00 |                 | Suíça | 44–48         | Países Baixos |  | Vélodrome d'Hiver, Paris |  |
| 3 de maio 20:00 | Pts: Winkler 16 |       | Pts: Hille 19 |               |  | Vélodrome d'Hiver, Paris |  |

| 3 de maio 21:30 |               | França | 49–37             | Itália |  | Vélodrome d'Hiver, Paris |  |
| 3 de maio 21:30 | Pts: Devoti 9 |        | Pts: Stefanini 16 |        |  | Vélodrome d'Hiver, Paris |  |

| 4 de maio 14:00 |                | Itália | 53–28                | Países Baixos |  | Vélodrome d'Hiver, Paris |  |
| 4 de maio 14:00 | Pts: Cerioni 9 |        | Pts: Van der Broek 8 |               |  | Vélodrome d'Hiver, Paris |  |

| 4 de maio 15:30 |                 | França | 72–26          | Luxemburgo |  | Vélodrome d'Hiver, Paris |  |
| 4 de maio 15:30 | Pts: Guillin 24 |        | Pts: Neumann 6 |            |  | Vélodrome d'Hiver, Paris |  |

| 5 de maio 10:15 |                  | Luxemburgo | 32–46         | Países Baixos |  | Vélodrome d'Hiver, Paris |  |
| 5 de maio 10:15 | Pts: Konsbruck 8 |            | Pts: Hille 19 |               |  | Vélodrome d'Hiver, Paris |  |

| 5 de maio 20:00 |                  | Itália | 67–35           | Suíça |  | Vélodrome d'Hiver, Paris |  |
| 5 de maio 20:00 | Pts: Stefanini 9 |        | Pts: Winkler 11 |       |  | Vélodrome d'Hiver, Paris |  |

| 6 de maio 16:30 |                       | Países Baixos | 50–48            | França |  | Vélodrome d'Hiver, Paris |  |
| 6 de maio 16:30 | Pts: Van der Broek 17 |               | Pts: Quiblier 16 |        |  | Vélodrome d'Hiver, Paris |  |

| 6 de maio 20:00 |                   | Luxemburgo | 36–68           | Suíça |  | Vélodrome d'Hiver, Paris |  |
| 6 de maio 20:00 | Pts: Konsbruck 14 |            | Pts: Baumann 20 |       |  | Vélodrome d'Hiver, Paris |  |

## Grupo B
| Rk | Seleção         | P | V | D | P+  | P-  | SP   |
| -- | --------------- | - | - | - | --- | --- | ---- |
| 1  | União Soviética | 4 | 4 | 0 | 312 | 117 | 195  |
| 2  | Turquia         | 4 | 3 | 1 | 227 | 154 | 73   |
| 3  | Finlândia       | 4 | 2 | 2 | 175 | 180 | -5   |
| 4  | Áustria         | 4 | 1 | 3 | 112 | 200 | -98  |
| 5  | Dinamarca       | 4 | 0 | 4 | 94  | 269 | -175 |

| 3 de maio 15:00 | Relatório | Áustria         | 27–53 | Finlândia        |  | Velodrome D'Hiver, Paris |  |
| 3 de maio 15:00 | Relatório | Pts: Polansky 9 |       | Pts: Lindholm 10 |  | Velodrome D'Hiver, Paris |  |

| 3 de maio 16:30 | Relatório | Dinamarca       | 13–109 | União Soviética  |  | Velodrome D'Hiver, Paris |  |
| 3 de maio 16:30 | Relatório | Pts: Lundberg 6 |        | Pts: Butautas 20 |  | Velodrome D'Hiver, Paris |  |

| 4 de maio 9:00 | Relatório | Áustria       | 18–50 | Turquia          |  | Velodrome D'Hiver, Paris |  |
| 4 de maio 9:00 | Relatório | Pts: Pollak 3 |       | Pts: Partener 17 |  | Velodrome D'Hiver, Paris |  |

| 4 de maio 20:00 | Relatório | Finlândia         | 36–74 | União Soviética |  | Velodrome D'Hiver, Paris |  |
| 4 de maio 20:00 | Relatório | Pts: Suviranta 10 |       | Pts: Korkia 24  |  | Velodrome D'Hiver, Paris |  |

| 5 de maio 14:00 | Relatório | Finlândia     | 44–19 | Dinamarca        |  | Velodrome D'Hiver, Paris |  |
| 5 de maio 14:00 | Relatório | Pts: Mutru 10 |       | Pts: Korsbjerg 6 |  | Velodrome D'Hiver, Paris |  |

| 5 de maio 15:30 | Relatório | União Soviética  | 58–34 | Turquia       |  | Velodrome D'Hiver, Paris |  |
| 5 de maio 15:30 | Relatório | Pts: Butautas 18 |       | Pts: Yalim 13 |  | Velodrome D'Hiver, Paris |  |

| 6 de maio 9:00 | Relatório | União Soviética  | 71–34 | Áustria         |  | Velodrome D'Hiver, Paris |  |
| 6 de maio 9:00 | Relatório | Pts: Moiseyev 28 |       | Pts: Vecernik 6 |  | Velodrome D'Hiver, Paris |  |

| 6 de maio 10:30 | Relatório | Turquia          | 83–36 | Dinamarca         |  | Velodrome D'Hiver, Paris |  |
| 6 de maio 10:30 | Relatório | Pts: Partener 15 |       | Pts: Tantholdt 16 |  | Velodrome D'Hiver, Paris |  |

| 7 de maio 9:00 | Relatório | Dinamarca        | 26–33 | Áustria         |  | Velodrome D'Hiver, Paris |  |
| 7 de maio 9:00 | Relatório | Pts: Tantholdt 7 |       | Pts: Vecernik 7 |  | Velodrome D'Hiver, Paris |  |

## Grupo C
| Rk | Seleção  | P | V | D | P+  | P-  | SP  |
| -- | -------- | - | - | - | --- | --- | --- |
| 1  | Bulgária | 3 | 3 | 0 | 147 | 70  | 77  |
| 2  | Grécia   | 3 | 2 | 1 | 121 | 103 | 18  |
| 3  | Portugal | 3 | 1 | 2 | 69  | 158 | -89 |
| 4  | Romênia  | 3 | 0 | 3 | 0   | 6   | -6  |

| 3 de maio |  | Bulgária BUL | 2–0 | Roménia |  |  |  |

| 4 de maio 21:30 | Relatório | Portugal | 35–81 | Grécia |  | Velodrome D'Hiver, Paris |  |

| 6 de maio |  | Portugal | 2–0 | Roménia |  | Velodrome D'Hiver, Paris |  |

| 6 de maio 21:30 | Relatório | Grécia | 38–68 | Bulgária |  | Velodrome D'Hiver, Paris |  |

| 7 de maio |  | Grécia | 2–0 | Roménia |  | Velodrome D'Hiver, Paris |  |

| 6 de maio 21:30 | Relatório | Grécia | 38–68 | Bulgária |  | Velodrome D'Hiver, Paris |  |

| 7 de maio 16:30 | Relatório | Bulgária | 77–32 | Portugal |  | Velodrome D'Hiver, Paris |  |

## Grupo D
| Rk | Seleção         | P | V | D | P+  | P-  | SP   |
| -- | --------------- | - | - | - | --- | --- | ---- |
| 1  | Bélgica         | 3 | 3 | 0 | 208 | 81  | 127  |
| 2  | Tchecoslováquia | 3 | 2 | 1 | 203 | 99  | 104  |
| 3  | Alemanha        | 3 | 1 | 2 | 117 | 157 | -40  |
| 4  | Escócia         | 3 | 0 | 3 | 68  | 259 | -191 |

| 4 de maio 10:30 | Relatório | Alemanha       | 18–70 | Bélgica       |  | Velodrome D'Hiver, Paris |  |
| 4 de maio 10:30 | Relatório | Pts: Schober 5 |       | Pts: Crick 19 |  | Velodrome D'Hiver, Paris |  |

| 4 de maio 12:00 | Relatório | Escócia     | 18–103 | Tchecoslováquia |  | Velodrome D'Hiver, Paris |  |
| 4 de maio 12:00 | Relatório | Pts: Ross 6 |        | Pts: Kozak 32   |  | Velodrome D'Hiver, Paris |  |

| 5 de maio 21:30 | Relatório | Tchecoslovaquia  | 38–51 | Bélgica       |  | Velodrome D'Hiver, Paris |  |
| 5 de maio 21:30 | Relatório | Pts: Nebuchia 12 |       | Pts: Crick 15 |  | Velodrome D'Hiver, Paris |  |

| 6 de maio 13:30 | Relatório | Tchecoslováquia | 62–30 | Alemanha       |  | Velodrome D'Hiver, Paris |  |
| 6 de maio 13:30 | Relatório | Pts: Mrazek 21  |       | Pts: Heinker 8 |  | Velodrome D'Hiver, Paris |  |

| 6 de maio 16:00 | Relatório | Bélgica      | 87–25 | Escócia        |  | Velodrome D'Hiver, Paris |  |
| 6 de maio 16:00 | Relatório | Pts: Plas 25 |       | Pts: Fischer 6 |  | Velodrome D'Hiver, Paris |  |

| 7 de maio 15:00 | Relatório | Escócia     | 25–69 | Alemanha        |  | Velodrome D'Hiver, Paris |  |
| 7 de maio 15:00 | Relatório | Pts: Bell 9 |       | Pts: Heinker 12 |  | Velodrome D'Hiver, Paris |  |

## Campeão
| EuroBasket 1951 Campeões  |
| ------------------------- |
| União Soviética 2º Titulo |